# 1860 en chimie
Cet article présente les faits marquants de l'année 1860 en chimie.

## Évènements
- 10 mai : les chimistes allemands Robert Wilhelm Bunsen et Gustav Kirchhoff annoncent dans une lettre à Du Bois-Reymond leur découverte du césium isolé lors d'une spectroscopie de l'eau minérale de Dürkheim[1]. Le 28 février 1861 ils communiquent à l'Académie de Berlin leur découverte du rubidium[2].
- 28 mai : le chimiste français Marcellin Berthelot présente à l'Académie des Sciences une note intitulée Sur la fermentation glucosique du sucre de canne qui soutient que toutes les réactions fermentaires sont de nature exclusivement chimique et peuvent se réaliser dans et hors du vivant. Dans sa note sur la fermentation alcoolique présentée le 11 juin Louis Pasteur affirme le contraire, ce qui déclenche une vive polémique entre les partisans du vitalisme et ceux du réductionnisme[3]. Les travaux du chimiste allemand Eduard Buchner qui découvre que les enzymes des levures peuvent fermenter le sucre sans cellules vivantes, y mettent fin[4].
- 3-5 septembre : congrès international de chimistes réuni à Karlsruhe. Stanislao Cannizzaro, reprenant les idées d'Avogadro sur les molécules diatomiques, compile une table des poids atomiques et la présente à la conférence de Karlsruhe, mettant fin à des dizaines d'années de conflit sur la question des poids atomiques et des formules moléculaires[5],[6].
- 19 septembre : lors d'un Congrès des naturalistes et médecins allemands tenu à Spire[7], le chimiste russe Alexandre Boutlerov propose de nommer « structure chimique » la manière dont les atomes se lient les uns aux autres dans une molécule[8].

- Le chimiste français Marcelin Berthelot réalise la première synthèse totale d'un composé organique, l'acétylène par la combinaison directe du carbone avec l'hydrogène[9].
- Le chimiste allemand Albert Niemann isole la cocaïne des feuilles de coca[10].
- Le Césium est découvert par Robert Bunsen.

## Naissances
- 1er avril : Sergueï Réformatski (mort en 1934), chimiste russe puis soviétique.
- 20 avril[11] : Ludwig Gattermann (mort en 1920), chimiste allemand.
- 20 mai[12] : Eduard Buchner (mort en 1917), chimiste allemand, prix Nobel de chimie en 1907[13].
- 25 juillet : Pietro Biginelli (mort en 1937), chimiste italien qui a découvert une réaction a trois composantes entre l'urée, l'acétoacétate d'éthyle et un aldéhyde aromatique, qui porte aujourd'hui son nom, la réaction de Biginelli.
- 28 septembre[14] : Paul Villard (mort en 1934), physicien et chimiste français.

## Décès
- 13 mai[15] : Christian Gmelin (né en 1792), chimiste allemand.
- 11 juillet[16] : Charles Goodyear (né en 1800), chimiste américain, inventeur du processus de vulcanisation.